# São Salvador do Campo
São Salvador do Campo (llamada oficialmente Campo (São Salvador)) era una freguesia portuguesa del municipio de Santo Tirso, distrito de Oporto.

## Historia
Fue suprimida el 28 de enero de 2013, en aplicación de una resolución de la Asamblea de la República portuguesa promulgada el 16 de enero de 2013 al unirse con las freguesias de São Mamede de Negrelos y São Martinho do Campo, formando la nueva freguesia de Vila Nova do Campo.